# Stachys byzantina
Espèce
Classification phylogénétique
Stachys byzantina, l'épiaire de Byzance ou épiaire laineuse, est une espèce de plantes à fleurs de la famille des Lamiaceae. On l'appelle aussi oreille de lapin, oreille d'ours ou oreille d'agneau en référence à la forme élancée et à la surface duveteuse de ses feuilles. C'est une plante herbacée originaire d'Eurasie. Elle est cultivée comme plante ornementale.

## Description

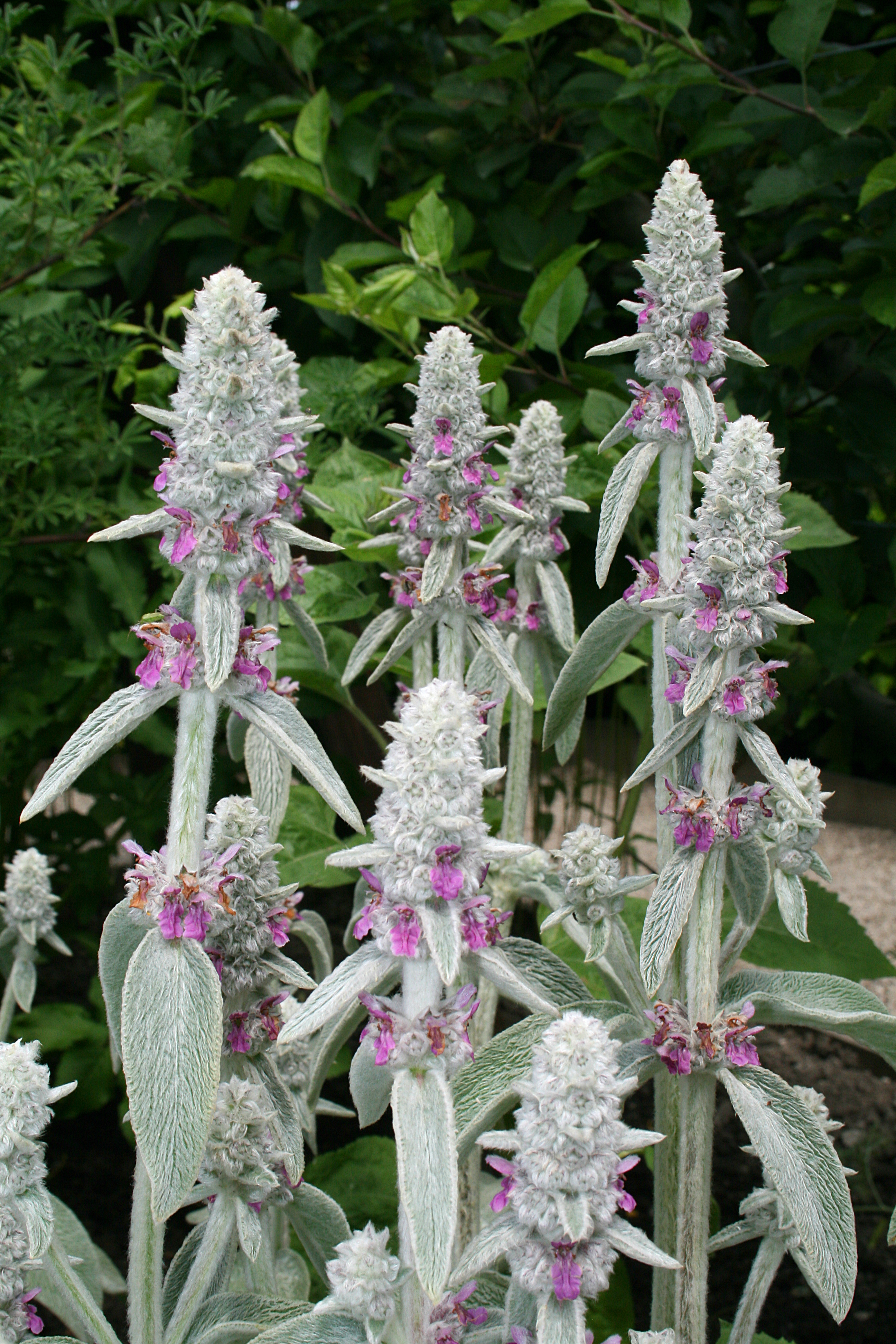
Jardin botanique à Yvoire.

Stachys byzantina est une plante herbacée vivace, laineuse, de couleur gris-blanc. Les feuilles inférieures forment une rosette basale compacte d'où émerge une tige de 60 cm de haut. Les feuilles basales opposées sont oblongues-elliptiques, de 10 × 2,5 cm, laineuses, soyeuses, à marge crénelée.
La hampe florale porte des feuilles opposées de plus en plus courtes vers le haut et un épi de 10-22 cm de haut, comportant beaucoup de fleurs sessiles, densément verticillées. Le calice de 1,2 cm est tubulaire-campanulé. La corolle bilabiée de couleur rose violacé a une lèvre supérieure concave.
La floraison va de juin à septembre suivant la région.

## Habitat et distribution
On la rencontre à l'état sauvage dans les pelouses calcicoles en Eurasie : Grèce, Iran, Turquie, Arménie et Azerbaïdjan.
Elle est cultivée ailleurs.

## Culture
Stachys byzantina est une plante vivace facile à cultiver. Elle est particulièrement adaptée aux climats secs et s’utilise comme un couvert végétal de croissance rapide.
Stachys byzantina est appréciée par une multitude d'insectes et de colibris et en particulier des abeilles. Un type spécial d'abeille, l'abeille cotonnière, recueille le duvet des feuilles pour l'utiliser pour faire des nids dans du bois pourri. Il a également été documenté que les bourdons aiment se rassembler le matin pour recueillir l'eau condensée qui s'accumule sur le duvet des feuilles de cette plante,.

## Synonymes
- Stachys olympica auct.
- Stachys lanata Jacquin
- Stachys olympica Poir.

## Galerie photos

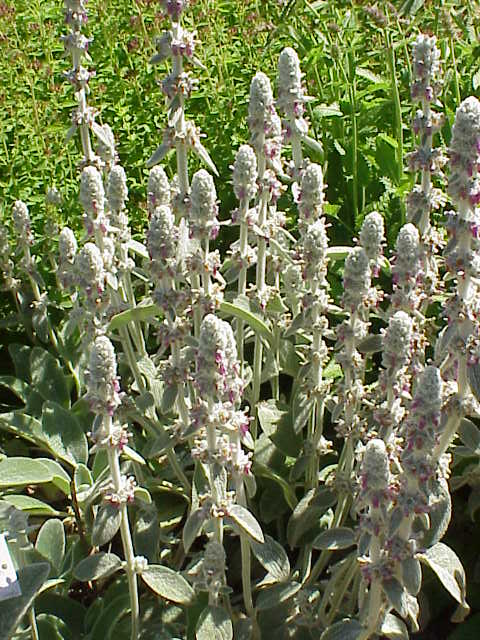
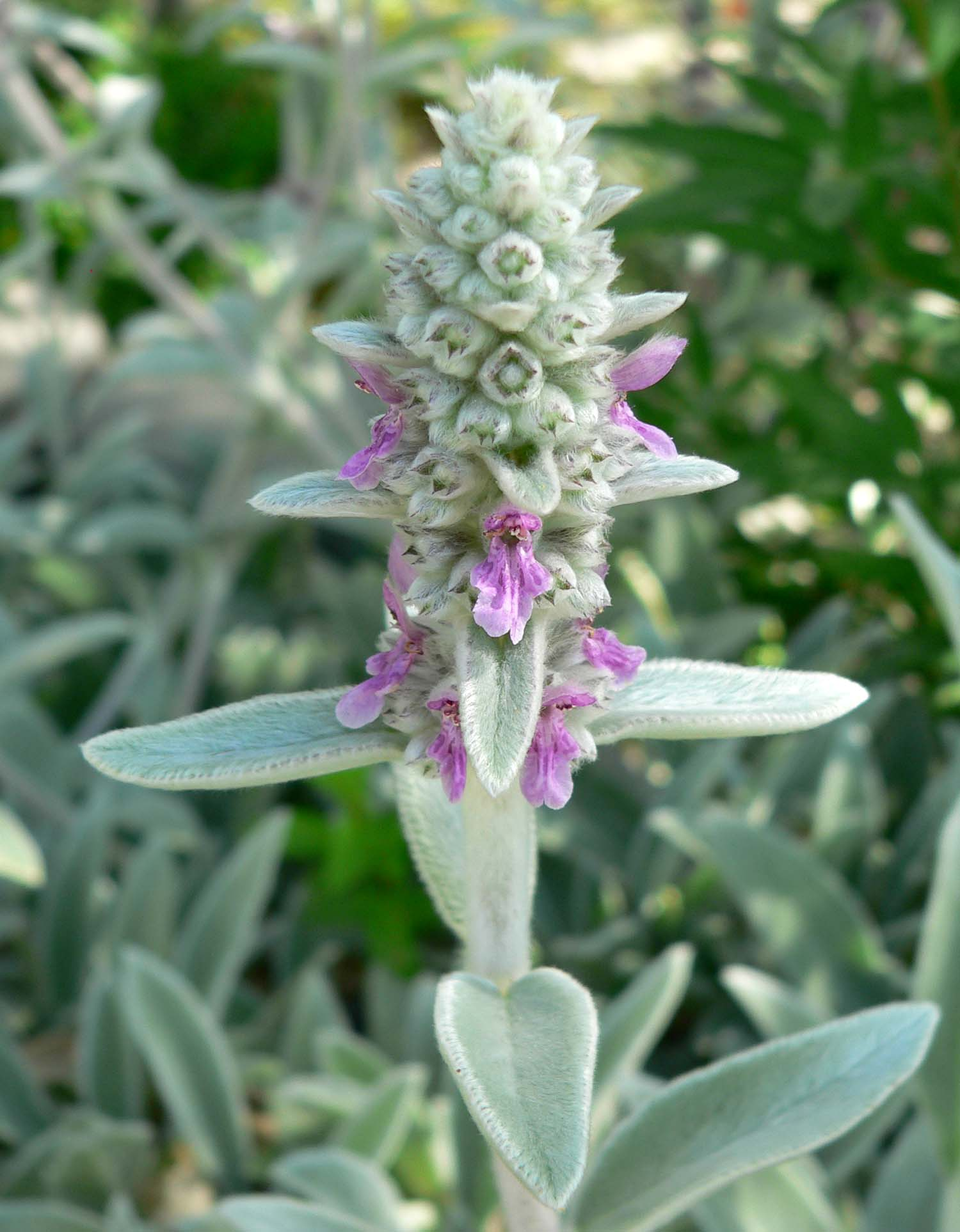
Stachys byzantina à Las Vegas Springs Preserve.
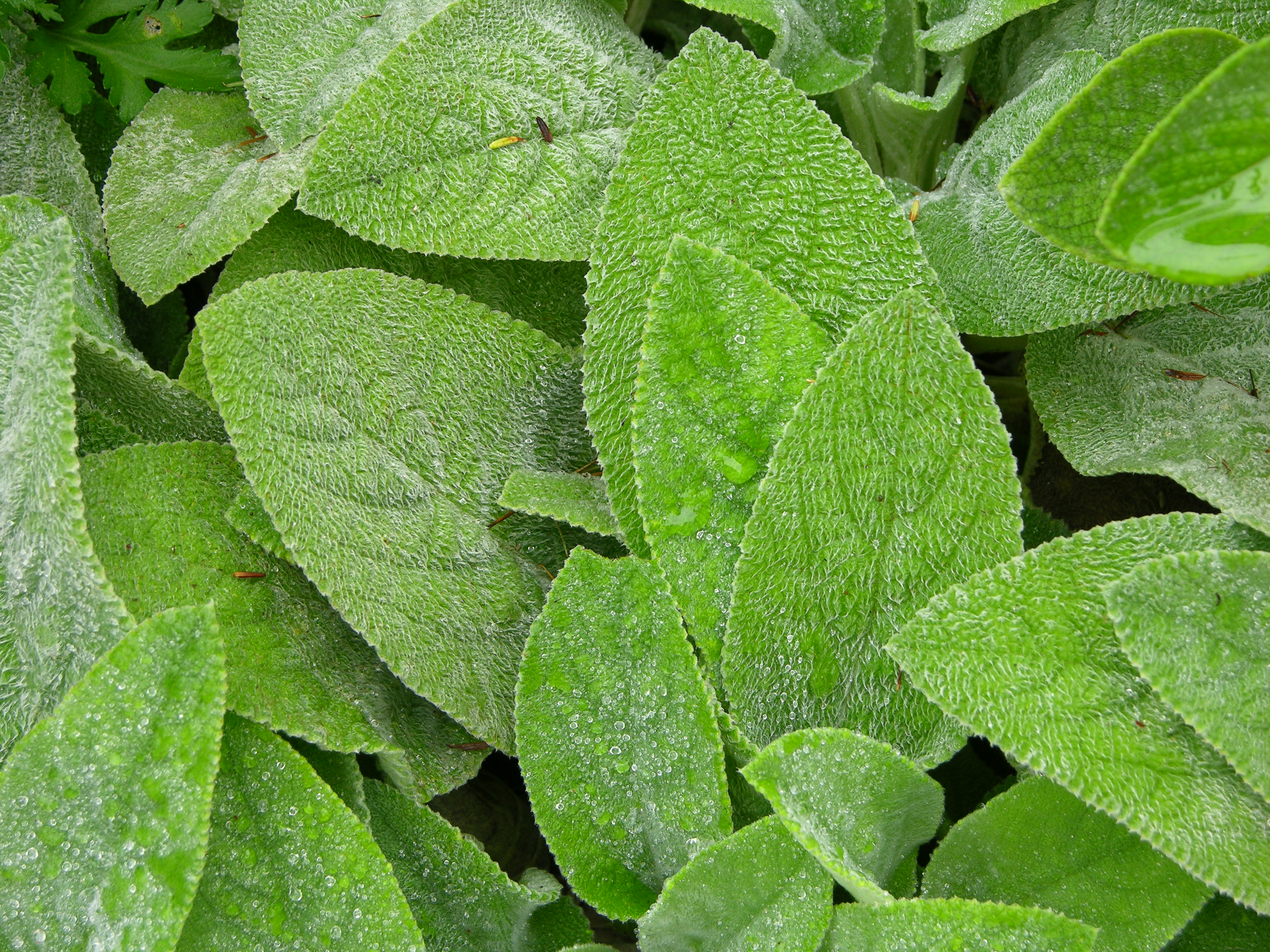
Feuilles couvrantes mouillées.
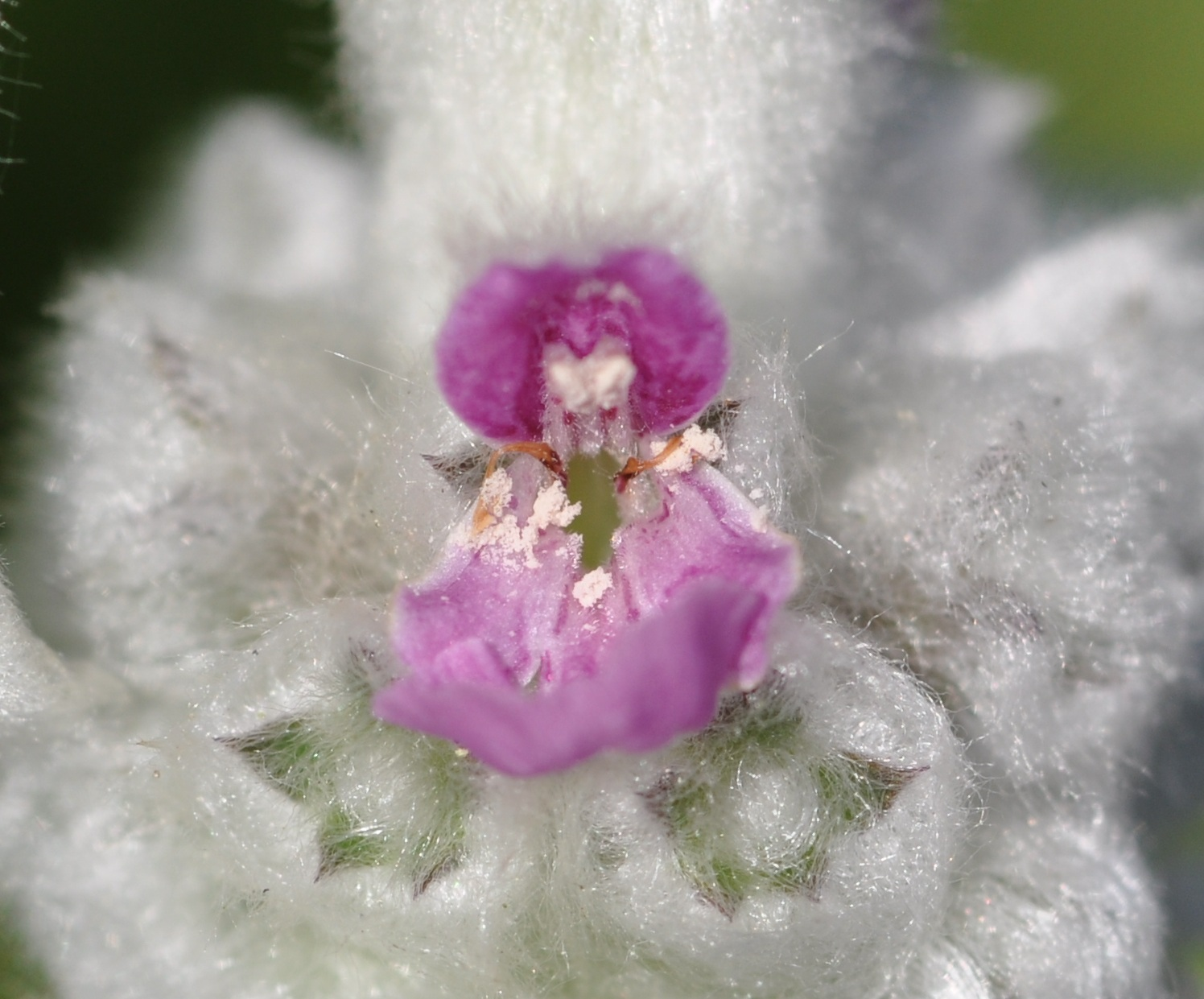
Fleur sessile.

## Composition
L'analyse par chromatographie en phase gazeuse de l'huile essentielle de Stachys byzantina a détecté 26 composants dont principalement des sesquiterpènes.
| Composés de Stachys byzantina obtenus par hydrodistillation (en % de l'huile essentielle) |                  |                           |
| Spathulénol : 16,1                                                                        | α-Copaène : 16,6 | β-Caryophyllène : 14,3    |
| β-Cubébène : 12,6                                                                         | α-Humulène : 8,4 | Humulène époxyde II : 6,8 |

Les extraits à l'acétone ou au méthanol de Stachys byzantina ont une activité significative dans l'inhibition de la douleur et de l'inflammation.

## Utilisation
L'épiaire de Byzance est plantée dans les jardins comme couvre-sol.
Il existe de nombreux cultivars : 'Cotton Boll'  stérile, 'Primerose Heron' au feuillage vert maculé de jaune, 'Big Ears' etc.
Elle peut servir de papier de toilette